# Herb gminy Narewka
Herb gminy Narewka – jeden z symboli gminy Narewka, ustanowiony 25 kwietnia 1996.

## Wygląd i symbolika
Herb przedstawia na tarczy w polu zielonym białego żubra nad niebieską rzeką, symbolizującą Narewkę.